# Dichterweg (Weimar)

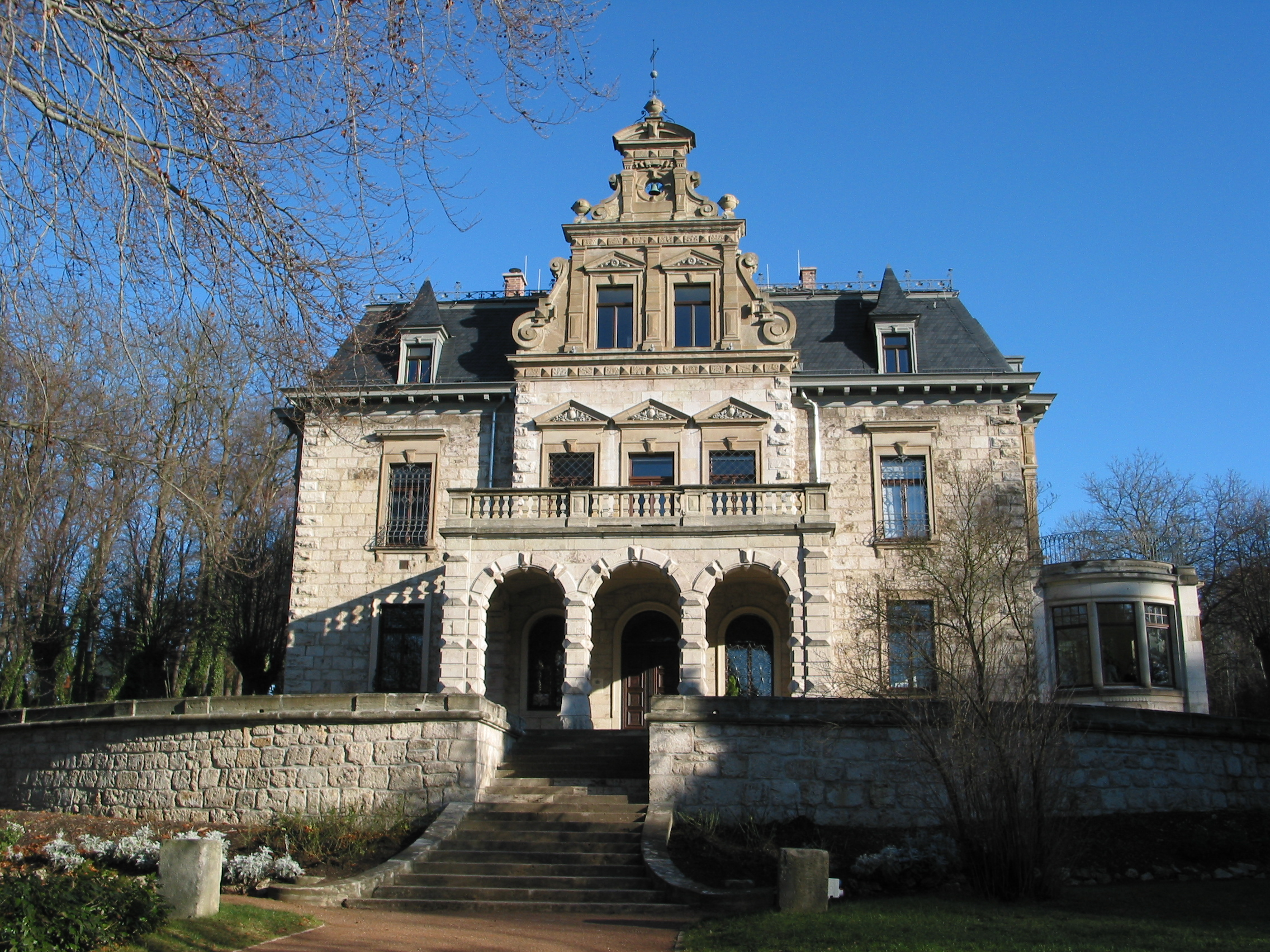
Villa Haar im Park an der Ilm

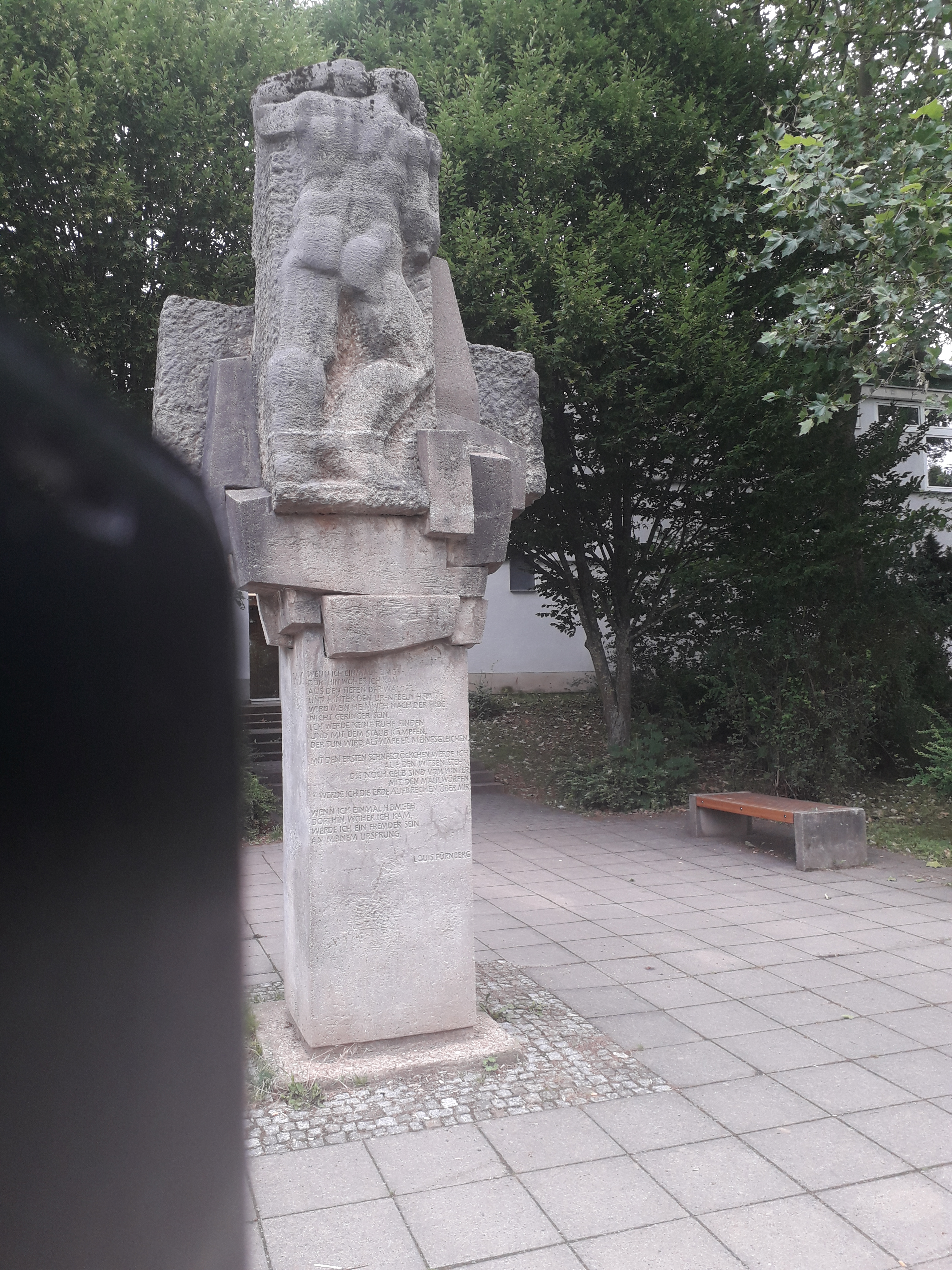
Hommage à Fürnberg von Lutz Hellmuth und Dietmar Lenz

In der Parkvorstadt von Weimar, ausgehend vom Horn, erstreckt sich im Stadtteil Oberweimar der Dichterweg nördlich des Ilmparks. Er endet nicht an der Martin-Luther-Straße, sondern an der Hohlen Gasse/Mittelstraße bzw. Arno-Holz-Straße, die allerdings die Martin-Luther-Straße kreuzen. Zusammen mit den genannten Straßen und dem Horn und Über dem Kegeltor ist dieser Abschnitt nicht nur Anliegerstraße, sondern auch eine wichtige Verbindung im Bereich der Parkvorstadt zwischen Weimar und Oberweimar. Im Bereich des Dichterwegs sind mehrere zu der Straße gehörende Wohnblockgassen.
Unter Dichterweg 2a ist die Villa Haar verzeichnet. Diese steht auf der Liste der Kulturdenkmale in Weimar (Einzeldenkmale). Der Dichterweg steht auf der Liste der Kulturdenkmale in Weimar (Sachgesamtheiten und Ensembles). Im Neubaugebiet am Dichterweg wurde 1982 das von Lutz Hellmuth und Dietmar Lenz geschaffene Bildmal Hommage à Fürnberg aufgestellt.